# SM UC-79
SM UC-79 – niemiecki podwodny stawiacz min z okresu I wojny światowej, jedna z 64 zbudowanych jednostek typu UC II. Zwodowany 19 grudnia 1916 roku w stoczni Vulcan w Hamburgu, został przyjęty do służby w Kaiserliche Marine 22 stycznia 1917 roku. W czasie służby operacyjnej w składzie Flotylli Bałtyckiej i I Flotylli Flandria okręt odbył 11 patroli bojowych, w wyniku których zatonęło 10 statków o łącznej pojemności 12 241 BRT i zostało zdobytych 14 jednostek o łącznej pojemności 10 961 BRT. SM UC-79 zatonął wraz z całą załogą 5 kwietnia 1918 roku, po wejściu na minę w kanale La Manche.

## Projekt i budowa
Dokonania pierwszych niemieckich podwodnych stawiaczy min typu UC I, a także zauważone niedostatki tej konstrukcji, skłoniły dowództwo Cesarskiej Marynarki Wojennej z admirałem Alfredem von Tirpitzem na czele do działań mających na celu budowę nowego, znacznie większego i doskonalszego typu okrętu podwodnego. Opracowany latem 1915 roku projekt okrętu, oznaczonego później jako typ UC II, tworzony był równolegle z projektem przybrzeżnego torpedowego okrętu podwodnego typu UB II. Głównymi zmianami w stosunku do poprzedniej serii były: instalacja wyrzutni torpedowych i działa pokładowego, zwiększenie mocy i niezawodności siłowni, oraz wzrost prędkości i zasięgu jednostki, kosztem rezygnacji z możliwości łatwego transportu kolejowego (ze względu na powiększone rozmiary).
SM UC-79 zamówiony został 12 stycznia 1916 roku jako jednostka z III serii okrętów typu UC II (numer projektu 41, nadany przez Inspektorat U-Bootów), w ramach wojennego programu rozbudowy floty . Został zbudowany w stoczni Vulcan w Hamburgu jako jeden z sześciu okrętów III serii zamówionych w tej wytwórni. UC-79 otrzymał numer stoczniowy 84 (Werk 84)  . Stępkę okrętu położono w 1916 roku , a zwodowany został 19 grudnia 1916 roku. Koszt budowy okrętu wyniósł 2 mln 86 tys. marek.

## Dane taktyczno-techniczne
SM UC-79 był średniej wielkości przybrzeżnym okrętem podwodnym o konstrukcji dwukadłubowej. Długość całkowita wynosiła 50,45 metra, szerokość 5,22 metra i zanurzenie 3,65 metra . Wykonany ze stali kadłub sztywny miał 39,3 metra długości i 3,61 metra szerokości, a wysokość (od stępki do szczytu kiosku) wynosiła 7,46 metra . Wyporność w położeniu nawodnym wynosiła 410 ton, a w zanurzeniu 493 tony. Jednostka miała wysoki, ostry dziób przystosowany do przecinania sieci przeciwpodwodnych; do jej wnętrza prowadziły trzy luki: pierwszy przed kioskiem, drugi w kiosku, a ostatni w części rufowej, prowadzący do maszynowni . Cylindryczny kiosk miał średnicę 1,4 metra i wysokość 1,8 metra, obudowany był opływową osłoną . Okręt napędzany był na powierzchni przez dwa 6-cylindrowe, czterosuwowe silniki wysokoprężne Daimler MU256 o łącznej mocy 485 kW (660 KM), a pod wodą poruszał się dzięki dwóm silnikom elektrycznym SSW o łącznej mocy 460 kW (620 KM) . Dwa wały napędowe obracały dwie śruby wykonane z brązu manganowego (o średnicy 1,9 metra i skoku 0,9 metra) . Okręt osiągał prędkość 11,8 węzła na powierzchni i 7,3 węzła w zanurzeniu . Zasięg wynosił 10 230 Mm przy prędkości 7 węzłów w położeniu nawodnym oraz 52 Mm przy prędkości 4 węzłów pod wodą . Zbiorniki mieściły 55 ton paliwa , a energia elektryczna magazynowana była w dwóch bateriach akumulatorów 26 MAS po 62 ogniwa, zlokalizowanych pod przednim i tylnym pomieszczeniem mieszkalnym załogi. Okręt miał siedem zewnętrznych zbiorników balastowych . Dopuszczalna głębokość zanurzenia wynosiła 50 metrów , a czas wykonania manewru zanurzenia 40 sekund.
Głównym uzbrojeniem okrętu było 18 min kotwicznych typu UC/200 w sześciu skośnych szybach minowych o średnicy 100 cm, usytuowanych w podwyższonej części dziobowej jeden za drugim w osi symetrii okrętu, pod kątem do tyłu (sposób stawiania – „pod siebie”). Układ ten powodował, że miny trzeba było stawiać na zaplanowanej przed rejsem głębokości, gdyż na morzu nie było do nich dostępu (co znacznie zmniejszało skuteczność okrętów). Wyposażenie uzupełniały dwie zewnętrzne wyrzutnie torped kalibru 500 mm (umiejscowione powyżej linii wodnej na dziobie, po obu stronach szybów minowych), jedna wewnętrzna wyrzutnia torped kal. 500 mm na rufie (z łącznym zapasem 7 torped) oraz umieszczone przed kioskiem działo pokładowe kal. 88 mm L/30, z zapasem amunicji wynoszącym 130 naboi . Okręt wyposażony był w dwa peryskopy Zeissa: wachtowy i bojowy oraz radiostację z podnoszonym masztem o wysokości 10 metrów. Wyposażenie uzupełniała kotwica grzybkowa o masie 272 kg .
Załoga okrętu składała się z 3 oficerów oraz 23 podoficerów i marynarzy.

## Służba

### 1917 rok
22 stycznia 1917 roku SM UC-79 został przyjęty do służby w Cesarskiej Marynarce Wojennej . Dowództwo jednostki objął kpt. mar. (niem. Kapitänleutnant) Erich Haecker, sprawujący wcześniej komendę nad UB-6 . Po okresie szkolenia okręt został 1 kwietnia przydzielony do Flotylli Bałtyckiej .
23 kwietnia w Skagerraku UC-79 zatrzymał i wziął jako pryz zbudowany w 1910 roku duński parowiec pasażerski „Ydun” o pojemności 645 BRT (później statek został zwrócony właścicielowi) . Nazajutrz na tych samych wodach (na pozycji 57°48′N 10°13′E/57,800000 10,216667) okręt zatrzymał i zajął zbudowany w 1884 roku norweski parowiec „Harald Haarfager” (475 BRT) . 28 kwietnia w Skagerraku załoga U-Boota zatrzymała i zdobyła dwa kolejne duńskie parowce: zbudowany w 1908 roku „Laura” o pojemności 787 BRT, płynący z Göteborga do Kingston upon Hull (na pozycji 58°02′N 8°19′E/58,033333 8,316667)  oraz pochodzący z 1880 roku „Storebelt” (599 BRT) .
15 maja w Skagerraku UC-79 zatrzymał i wziął jako pryz zbudowany w 1907 roku duński parowiec „Ellen” o pojemności 786 BRT (później statek został zwrócony właścicielowi) . Następnego dnia na tych samych wodach u wybrzeża Norwegii okręt zatrzymał i przejął zbudowany w 1917 roku norweski parowiec „Thorunn” (990 BRT), transportujący siano z Bergen do Wielkiej Brytanii (na pozycji 58°23′N 9°50′E/58,383333 9,833333) . 17 maja w Skagerraku (na pozycji 57°56′N 8°39′E/57,933333 8,650000) U-Boot zatrzymał i wziął jako pryz zbudowany w 1881 roku duński parowiec „Alexander Shukoff” o pojemności 1652 BRT (później statek został zwrócony właścicielowi) . Nazajutrz ten sam los spotkał zbudowany w 1906 roku duński parowiec „Magnus” (1297 BRT) . 20 maja załoga okrętu podwodnego zatrzymała i zajęła dwie kolejne jednostki: zbudowaną w 1871 roku duńską drewnianą barkentynę „Otto” o pojemności 152 BRT  oraz, nieopodal Hanstholmu, pochodzący z 1896 roku holenderski parowiec „Pomona” (789 BRT), płynący z Christianii do Amsterdamu .
6 lipca w Skagerraku UC-79 zatrzymał i wziął jako pryz zbudowany w 1915 roku duński parowiec „Rhone” o pojemności 1050 BRT (później statek został zwrócony właścicielowi) . Dwa dni później na tych samych wodach załoga U-Boota zatrzymała i przejęła trzy kolejne jednostki: zbudowany w 1881 roku duński parowiec „Eos” o pojemności 838 BRT , pochodzący z 1869 roku szwedzki drewniany bark „Nyhamn” (302 BRT), płynący z ładunkiem desek ze Sztokholmu do West Hartlepool  oraz, po raz drugi, duński parowiec „Storebelt” (i tym razem statek został zwrócony właścicielowi) .
7 sierpnia SM UC-79 został przydzielony do I Flotylli Flandria . 13 sierpnia w odległości 25 Mm na południowy zachód od przylądka Start Point okręt zatrzymał i zatopił za pomocą materiałów wybuchowych zbudowany w 1899 roku francuski bark ze stalowym kadłubem „Emilie Galline” (1944 BRT), przewożący azotany z Taltalu do Hawru (na pozycji 49°58′N 4°03′W/49,966667 -4,050000, śmierć poniósł jeden marynarz) .
24 września dowództwo nad okrętem objął por. mar. (niem. Oberleutnant zur See) Werner Löwe, sprawujący wcześniej komendę nad UC-6 .
15 października o godzinie 18:00 w odległości 12 Mm na południowy zachód od latarni morskiej Lizard (na pozycji 49°55′N 5°30′W/49,916667 -5,500000) UC-79 storpedował bez ostrzeżenia i zatopił zbudowany w 1917 roku brytyjski parowiec „Garthclyde” o pojemności 2124 BRT, płynący z ładunkiem węgla z Firth of Clyde do Bordeaux (obyło się bez strat w ludziach)  . Dwa dni później nieopodal Ouessant okręt wystrzelił torpedę w kierunku uszkodzonego tego samego dnia przez SM U-53 parowca „Polvena”, jednak trafił w zbudowany w 1916 roku brytyjski uzbrojony trawler HMT „Ruby” (251 BRT), który zatonął na pozycji 48°50′N 5°10′W/48,833333 -5,166667 wraz z całą, liczącą 18 osób załogą . 19 października w odległości 75 Mm na południowy zachód od Bishop Rock we współdziałaniu z SM U-107 okręt zatrzymał i po ewakuacji załogi zatopił ogniem artyleryjskim zbudowany w 1888 roku brytyjski bark z pomocniczym napędem motorowym „Cupica” o pojemności 1240 BRT, płynący z ładunkiem gliny z Fowey do Savannah  . Tego dnia na postawioną przez U-Boota nieopodal Ouessant minę wszedł zbudowany w 1908 roku francuski uzbrojony trawler „Renard” (285 BRT), który zatonął w ciągu minuty na pozycji 48°28′N 4°58′W/48,466667 -4,966667 ze stratą 11 członków załogi . 20 października w odległości 20 Mm na południowy wschód od przylądka Start Point okręt zatrzymał i zatopił za pomocą materiałów wybuchowych zbudowany w 1857 roku brytyjski drewniany szkuner „Tom Roper” (120 BRT), płynący pod balastem z Guernsey do Cardiff (śmierć poniósł jeden marynarz)  .
19 listopada w odległości 18 Mm na północny wschód od Ouessant UC-79 storpedował bez ostrzeżenia zbudowany w 1898 roku brytyjski parowiec „Jutland” o pojemności 2824 BRT, płynący z ładunkiem rudy żelaza z Bilbao via Brest do Middlesbrough. Statek zatonął na pozycji 48°46′N 4°55′W/48,766667 -4,916667, a na jego pokładzie zginęło 26 osób wraz z kapitanem  . 24 listopada nieopodal Santanderu okręt zatopił zbudowany w 1896 roku francuski parowiec „Pomone” (2911 BRT), przewożący fosforany i wino z Lizbony do Brestu (obyło się bez strat w ludziach) .

### 1918 rok
31 stycznia 1918 roku na północ od Île-de-Bréhat U-Boot storpedował zbudowany w 1892 roku pomocniczy francuski patrolowiec „Elephant” (286 BRT), który zatonął ze stratą 15 załogantów na pozycji 48°53′N 3°00′W/48,883333 -3,000000 . 2 lutego w estuarium Sekwany okręt zatopił w ataku torpedowym zbudowany w 1917 roku brytyjski uzbrojony trawler HMT „Remindo” (256 BRT), a na jego pokładzie zginęło 20 członków załogi . 7 lutego dowództwo jednostki objął por. mar. Alfred Krameyer, sprawujący wcześniej komendę nad UB-16 .
5 kwietnia 1918 roku nieopodal Cap Gris-Nez SM UC-79 wszedł na minę i zatonął wraz z całą, liczącą 29 osób załogą (na pozycji 50°55′N 1°34′E/50,916667 1,566667) .

### Podsumowanie działalności bojowej
SM UC-79 odbył 11 rejsów operacyjnych, w wyniku których zatonęło 10 statków o łącznej pojemności 12 241 BRT, a 14 jednostek o łącznej pojemności 10 961 BRT zostało zdobytych . Na pokładach zatopionych i uszkodzonych jednostek zginęły co najmniej 92 osoby, w tym 26 na brytyjskim parowcu „Jutland”  . Pełne zestawienie zadanych przez niego strat przedstawia poniższa tabela :
| Data                 | Nazwa               | Państwo          | Tonaż      | Los jednostki |
| -------------------- | ------------------- | ---------------- | ---------- | ------------- |
| 23 kwietnia 1917     | „Ydun”              | Dania            | 645        | zdobyty       |
| 24 kwietnia 1917     | „Harald Haarfager”  | Norwegia         | 475        | zdobyty       |
| 28 kwietnia 1917     | „Laura”             | Dania            | 787        | zdobyty       |
| 28 kwietnia 1917     | „Storebelt”         | Dania            | 599        | zdobyty       |
| 15 maja 1917         | „Ellen”             | Dania            | 786        | zdobyty       |
| 16 maja 1917         | „Thorunn”           | Norwegia         | 990        | zdobyty       |
| 17 maja 1917         | „Alexander Shukoff” | Dania            | 1652       | zdobyty       |
| 18 maja 1917         | „Magnus”            | Dania            | 1297       | zdobyty       |
| 20 maja 1917         | „Otto”              | Dania            | 152        | zdobyty       |
| 20 maja 1917         | „Pomona”            | Holandia         | 789        | zdobyty       |
| 6 lipca 1917         | „Rhone”             | Dania            | 1050       | zdobyty       |
| 8 lipca 1917         | „Eos”               | Dania            | 838        | zdobyty       |
| 8 lipca 1917         | „Nyhamn”            | Szwecja          | 302        | zdobyty       |
| 8 lipca 1917         | „Storebelt”         | Dania            | 599        | zdobyty       |
| 13 sierpnia 1917     | „Emilie Galline”    | Francja          | 1944       | zatopiony     |
| 15 października 1917 | „Garthclyde”        | Wielka Brytania  | 2124       | zatopiony     |
| 17 października 1917 | HMT „Ruby”          | Royal Navy       | 251        | zatopiony     |
| 19 października 1917 | „Renard”            | Marine nationale | 285        | zatopiony     |
| 19 października 1917 | „Cupica”            | Wielka Brytania  | 1240       | zatopiony     |
| 21 października 1917 | „Tom Roper”         | Wielka Brytania  | 120        | zatopiony     |
| 19 listopada 1917    | „Jutland”           | Wielka Brytania  | 2824       | zatopiony     |
| 24 listopada 1917    | „Pomone”            | Francja          | 2911       | zatopiony     |
| 31 stycznia 1918     | „Elephant”          | Marine nationale | 286        | zatopiony     |
| 2 lutego 1918        | HMT „Remindo”       | Royal Navy       | 256        | zatopiony     |
| RAZEM                | RAZEM               | zatopione:       | zatopione: | 10            |
| RAZEM                | RAZEM               | zdobyte:         | zdobyte:   | 14            |